# 장호원시외버스터미널
장호원버스터미널(영어: Janghowon Bus Terminal)은 경기도 이천시 장호원읍 샘재로 131(장호원리 176-2)에 위치한 대한민국의 버스 터미널이다. 기존 터미널 기준으로 전체 건물 연면적은 621m2, 대합실 면적은 100m2이다. 2019년 1월 기준 하루 평균 25명이 이용하고 8개 노선이 운행중이다.

## 역사
본래 버스터미널은 일제시대부터 존재했던 것으로 알려지고 있으며, 지금의 건물은 1988년 12월 31일에 준공되었다. 이 터미널 건물의 사업주는 부모님의 가업을 물려받아 50여년 째 운영하고 있다. 그러나 터미널 사업주의 비정상적인 운영 및 승차권 대금 문제로 버스회사들과 마찰을 빚다가 2007년 6월 29일 KD운송그룹은 7월 1일 오전 6시부터 터미널 이용을 중단하고 장호원읍내 노상 버스 정류소에서 현금 승차를 하겠다고 이천시청에 공문을 보내 통보하면서 장호원리 169번지 일대에 임시 매표소가 들어서게 되었다.
그러나 KD운송그룹에서 터미널을 이탈해 별도로 매표소를 세우고 버스를 정차시키는 행위는 여객자동차운송사업법에서 규정한 불법행위이기 때문에 이천시는 KD운송그룹 소재지인 경기도 광주시에 과징금 처분을 요청, 2008년 5월 13일에 행정처분된 바 있다. KD운송그룹은 이후에도 터미널 사업주와 의견 차이를 좁히지 못하자 2009년 10월 버스노선 변경을 위해 이천시에 요청해 경기도청에 협조를 구해 2009년 11월 5일 임시정류소 신설에 대한 허가를 받았으며, 2010년 10월 18일에는 장호원읍에서 버스정류장 및 부대시설에 대한 도로점용허가까지 받아 지금은 합법적이 시설물이 되었다. 그리고 회사 전액 부담으로 버스정류장 및 대기실 등을 설치하였다.

## 운행 노선
과거에는 버스터미널 내로 시내버스로 진입해 정차했지만 지금은 사실 상 터미널 기능이 정지되어 터미널 내부로 들어오지 않는다.
| 방면        | 행선지 |
| ----------- | --- |
| 수도권 방면 | 개군, 곤지암, 광주 (경기도), 동두천, 동서울, 부발, 부천, 비산동, 성남, 수원, 우만동, 안산, 안성, 안양, 여주, 의정부, 이천, 이황리, 인천, 일죽, 죽산, 호계동(평촌) |
| 강원권 방면 | 원주 |
| 충청권 방면 | 감곡, 괴산, 무극, 생극, 수안보, 연풍, 용포, 목계, 음성, 제천, 주덕, 충북혁신도시, 충주                                                                            |
| 영남권 방면 | 문경, 점촌, 상주 |

## 운영 파행
2007년 6월 29일 KD운송그룹은 이천시청에 공문을 보내 7월 1일 오전 6시부터 장호원 터미널 측과의 문제로 터미널 이용을 중단하고 장호원읍내 노상 버스 정류소에서 현금 승차를 하겠다고 통보하면서 장호원리 169번지 일대에 임시 매표소가 들어서게 되었고, 이로 인해 본격적으로 터미널 운영에 파행을 겪기 시작했다.
버스터미널 사업주 측 문제
지금의 장호원 버스터미널 사업주는 부모님의 가업을 물려받아 운영하기 시작한 이래 터미널을 제대로 관리한 적이 없다. 1984년 11월에 중앙일보에 기고된 독자의견을 보면 "터미널 바닥이 포장이 안돼 있어 진흙수렁이일 뿐만 아니라 주차공간도 제대로 확보되지 않아 복잡하기 이를데 없다"고 불편을 제기한 바 있다. 터미널 건물은 1988년 12월 31일에 준공된 이후 많은 부분이 낙후 되어 시설 보수에 대한 지속적인 요구가 있었다. 이미 1997년 1월 12일에 뉴스로 보도되어 불결한 화장실 관리 실태와 금방이라도 무너져 내릴 것 같은 승강장 지붕, 울퉁불퉁한 주차장 바닥이 지적되었으나 사업주는 안전하고 편리하다는 말도 되지 않는 변명만 늘어놓고 있었다. 또한 버스터미널 안에서 개를 키워 개사육장과 같이 만들어두고, 그나마 가끔 오는 손님한테도 매우 불친절한 것으로 이미 그 명성이 자자하다.
또한 터미널 사업주는 그동안 터미널에서 승차권을 판 대금을 각 운송업체가 제때 지급하지 않아 KD운송그룹에는 약 2억 1000만원 정도가 밀려 있는 상황이다. 이 때문에 이천시에서는 중재에 나서 운수업체가 지급요청일 익일에서 7일로 지급기한 조정까지 해주겠다고 하지만 터미널 사업주는 3주 후 지급이라고 조금도 양보하지 않아 이천시 및 KD운송그룹 등 운송업체에서는 터미널 운영 파행의 원인을 터미널 사업주로 보고 있다.
KD운송그룹 측 문제
터미널 사업주의 주장에 의하면 KD운송그룹에서 이미 매표 수금 문제로 버스터미널을 가압류했고, 이 가압류를 풀기 위해 2007년 5월 30일에 수원 지방법원 성남지원에 1억 5242만 원의 공탁을 걸고 가압류의 해제와 정확한 계산을 요구했다면서 버스회사에서 차일피일 계산을 미루고 있다고 하고 있다. 그러나 지역 언론 등에서는 이 문제는 터미널 사업주와 운송업체가 법정에서 해결을 하면 되는 그들만의 문제로 보고 있다. KD운송그룹에서는 터미널을 따로 차린 것에 대해서 수금 문제 뿐만 아니라 터미널 노후화 문제도 들고 있는데 이 점에 대해서는 당시 이천시에서 1억 5000만원을 예상한 개보수 공사비가 더 나은 환경 개선을 위해 도비, 시비를 포함해 4억 9300만원의 예산이 편성된 상태기 때문에 이 또한 문제가 되지 않는 것으로 보고 있다.
또한 2007년 7월 1일에 발생한 터미널을 이탈한 문제는 여객자동차운송사업법을 위반한 것이기 때문에 이천시에서는 이에 대해 KD운송그룹 사업장 소재지인 경기도 광주시에 과징금 처분을 요청, 2008년 5월 13일에 행정처분된 바 있다. KD운송그룹은 이후에도 터미널 사업주와 의견 차이를 좁히지 못하자 2009년 10월 버스노선 변경을 위해 이천시에 요청해 경기도청에 협조를 구해 2009년 11월 5일 임시정류소 신설에 대한 허가를 받았으며, 2010년 10월 18일에는 장호원읍에서 버스정류장 및 부대시설에 대한 도로점용허가까지 받아 지금은 합법적이 시설물이 되었다. 이 때 KD운송그룹에서는 회사 전액 부담으로 버스정류장 및 대기실 등을 설치하였다.
이천시 측 문제
2007년 경영악화를 이유로 터미널 사업주는 이천시에 도움을 요청했지만 관계 당국인 이천시는 개인 소유라는 이유로 시설 개선 명령만 내리는 등 해결방안을 찾지 못하고 있었다. 그러자 지역 단체장을 중심으로 한 실무 대책 위원회를 구성해 장호원터미널 정상화 추진에 나섰지만 정작 제일 중요한 40여년 넘게 이 터미널 건물을 운영하고 있는 사업주는 위원회 명단에 빠져있는 등 제대로 추진되지 않았다. 또한 2007년 7월 1일에 발생한 KD운송그룹이 터미널을 이탈해 별도로 매표소를 차린 것은 여객자동차 운송사업법에서 불법으로 규정하고 있지만 이천시와 경찰관계자는 사태만 지켜볼 뿐 아무런 조치를 취하지 않고 있다. 이를 두고 건설교통부 관계자는 “버스운송회사는 터미널에 위탁을 해야하고, 터미널이 운영되고 있는데도, 터미널 외의 지역에 주ㆍ정차하는 것은 명백한 위법”이라고 단정지으며, “시ㆍ도에서 관할하는 만큼 이를 방관하고 있는 것은 공무원의 직무유기”라고 하기도 했다.
한편 이천시는 이와 관련해 운수회사와 터미널 사업주 간에 중재를 실시하여 조기에 터미널 정상화 유도하고 있으며 장기적으로 추진중인 별도의 버스터미널 건립에 대한 민간 사업자(운수회사) 참여 유도 및 대책을 수립하여 장호원터미널 문제를 해결할 것이라고 밝히고 있다.